# Spilosoma centristriata
Spilosoma centristriata là một loài bướm đêm thuộc phân họ Arctiinae, họ Erebidae.